# Grevoler de Vilamala I
El grevoler de Vilamala I és un grèvol (Ilex aquifolium) que es troba al Clot de Vilamala, al terme de Vilamantells (municipi de Guixers, comarca del Solsonès) que a causa de la seva grandària i de la seva alçària, ha estat declarat bé patrimonial del municipi de Guixers.